# Ус, Станислав Иванович
Станислав Иванович Ус (род. 23 октября 1936, Широкое, Днепропетровская область) — советский и украинский инженер-ракетостроитель, Главный конструктор направления ГКБ «Южное» им. М. К. Янгеля, заместитель генерального директора МКК «Космотрас». Герой Социалистического Труда (1990), Заслуженный машиностроитель Украины (2006).

## Биография
Родился 23 октября 1936 года в селе Широкое.
В 1959 году окончил Днепропетровский государственный университет и с этого же года начал работу в ОКБ-586, ныне ГКБ «Южное». Участвовал в создании боевых ракетных комплексов стратегического назначения. С 1971 года — руководитель (ведущий конструктор, с 1985 г. — главный конструктор) разработки ракетного комплекса Р-36М, его дальнейших модификаций и конверсионных вариантов (см. Днепр (ракета-носитель)).
Лауреат премии Ленинского комсомола (1970 г.), Лауреат Ленинской премии (1982 г.). Герой Социалистического Труда (1990 г.), Заслуженный машиностроитель Украины (2006 г.), Лауреат премии Правительства России в области науки и техники за 2004 г. Награждён двумя орденами Ленина (1976 и 1990 гг.), юбилейной медалью «20 лет независимости Украины» (2011) и другими правительственными наградами СССР и Украины. Действительный член Академии технологических наук Украины. Депутат Днепропетровского городского совета от Партии регионов.